# Aishwarya (nome)
Aishwarya è un nome proprio di persona femminile usato in diverse lingue diffuse nel subcontinente indiano.

## Origine e diffusione
È basato sull'omonimo termine sanscrito che vuol dire "prosperità", "ricchezza". Il nome è attestato in nelle lingue hindi, marathi (dov'è scritto in entrambe ऐश्वर्या), kannada (ಐಶ್ವರ್ಯಾ), malayalam (ഐശ്വര്യ) e tamil (ஐசுவரியா).

## Persone

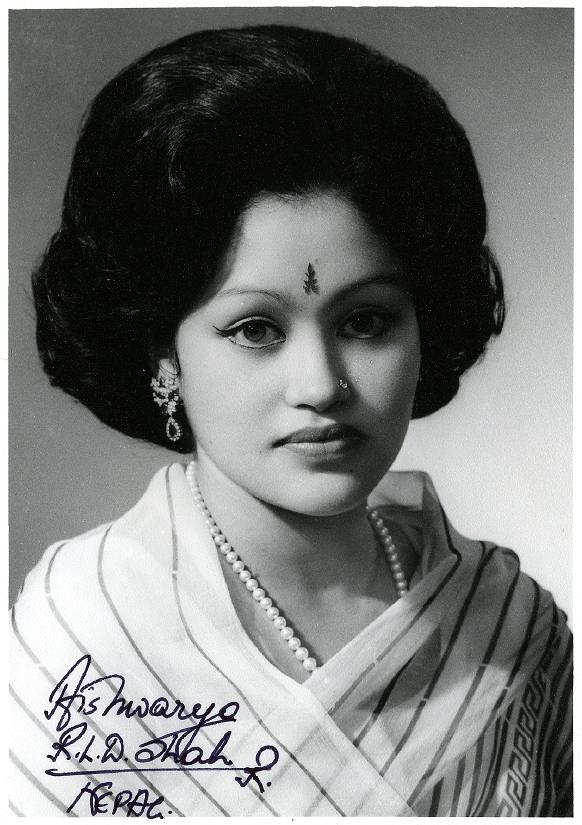
Aishwarya Rajya Lakshmi Devi

- Aishwarya Rai, attrice, modella e produttrice cinematografica indiana
- Aishwarya Rajya Lakshmi Devi, regina consorte del Nepal